# ヒマラヤセッケイ
ヒマラヤセッケイ (ヒマラヤ雪鶏、学名：Tetraogallus himalayensis)は、キジ目キジ科に分類される鳥類の一種である。

## 分布
ヒマラヤ山系（トルキスタン南東部からアフガニスタン、タジキスタン南部、中国中北部）に分布する。

## 形態
体長65-69cm。

## 生態
海抜3000-6000ｍの斜面や岩地、高山植物の生えた草地などに生息する。
食性は植物食で、木の芽、種子、草の葉、花などを食べる。
1腹3-9個の卵を産み、抱卵期間は31日である。